# Maynard Ferguson
Walter 'Maynard' Ferguson (Verdun (Quebec), 4 mei 1928 - Ventura (Californië), 23 augustus 2006) was een Canadese jazztrompettist, solobugelist, ventieltrombonist en bandleider.

## Muzikale ontwikkeling
Ferguson studeerde als kind piano en viool. Op 9-jarige leeftijd begon hij op de trompet. Toentertijd speelde hij al in een kleine schoolband die optrad bij openbare schoolactiviteiten. De band werd onderwezen door Stan Wood (saxofonist), Roland David en Johnny Holmes. Fergusons oudere broer, Percy, speelde ook voor Holmes als baritonsaxofonist.
In 1943 studeerde hij aan de Communauté métropolitaine de Montréal (CMM), samen met Bernard Baker. Na zijn studie was hij vaak te horen op CBC Radio, met uiteenlopende jazzcomposities die hij zelf schreef en uitvoerde met de groep waarvan hij bandleider was.

## High blower
Ferguson kwam op het conservatorium tot een eigenaardige ontdekking; hij kon zijn bereik op de trompet uitbreiden tot vier octaven, een uitzonderlijke kwaliteit die hem wereldberoemd zou maken. Waar voor de meeste trompettisten F3/G3 de hoogst haalbare toon is, speelt Ferguson tot de E4 erboven, dat is bijna een octaaf hoger. Naast Ferguson is onder andere ook James Morrison een zogenaamde high blower.
Het is boven de D3 niet meer mogelijk tonen te vormen met de drie ventielen op de trompet. Daarna komt het aan op pure lipspanning. Buitengewone controle en beheersing is vereist om die noten zuiver te doen klinken.

## Amerikaanse periode
In 1949 verliet Ferguson Canada om zich in de Verenigde Staten te vestigen. In 1950 trad hij toe tot het orkest van Stan Kenton.

## Uitgebrachte cd's/dvd's

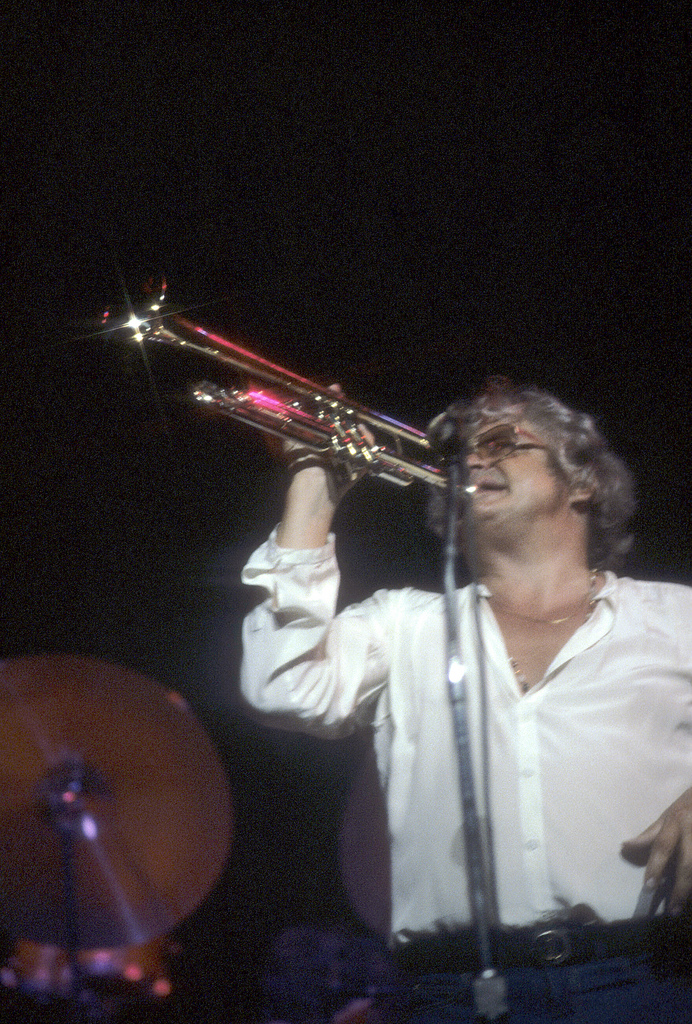
Maynard Ferguson in 1978

- Jam Session. 1954. EmArcy MG-36009/Trip TLP-5525
- Hollywood Party. 1954. EmArcy MG-36046
- Dimensions. 1954, 1955. EmArcy MG-36044/Trip TLP-5507
- Octet met Auld op de tenorsax. 1955. EmArcy MG-36021
- Around the Horn. 1955, 1956. EmArcy MG-36076/Trip TLP-5558
- Birdland Dreamband. 1956. Vik LX-1070
- Birdland Dreamband, vol 2. 1956. Vik LX-1077 Reissued with Vik LX-1070 on CD in 1987 as Bluebird 6455-2-RB
- Boy with Lots of Brass. 1957. EmArcy MG-36114
- Message from Newport. 1958. Rou S-52012
- Swingin' My Way through College. 1958. Rou S-2508
- Message from Birdland. 1959. Rou S-52027
- Maynard Ferguson Plays Jazz for Dancing. Includes Moss voice. 1959, 1960. Rou S-52038
- Newport Suite. 1960. Rou S-52047. Reissued with Message from Newport on 2-Rou RE-116
- Let's Face the Music and Dance. 1960. Rou S-52055
- Maynard '61. 1960 or 1961. Rou S-52064
- 'Straightaway' Jazz Themes. 1961. Rou S-52076
- Maynard '62. 1962. Rou S-52083
- Si! Si! M.F. 1962. Rou S-52084. Reissued with Maynard '61 on 2-Rou RE-112
- Maynard '63. 1963. Rou S-52090
- Message from Maynard. 1963. Rou S-52101
- Maynard '64. 1963. Rou S-52107
- The New Sounds of Maynard Ferguson. 1963. Cameo S-1046
- Come Blow Your Horn. 1963. Cameo S-1066
- Color Him Wild. Includes McConnell trombone. 1964. Mainstream M-56031. Reissued as Dues. Mainstream MRL-359
- Blues Roar. 1965. Mainstream M-56045. Reissued as Screamin' Blues. Mainstream MRL-316
- The Maynard Ferguson Sextet. 1965. Mainstream M-56060. Reissued as Six by Six. Mainstream MRL-372
- Ridin' High. 1967. Enterprise S-13-101. Also released as Freaky. Atlantic 264-4008
- Maynard Ferguson Sextet. With John Christie alto saxophone, Barley tenor saxophone, Maiste piano, Fasano double-bass, Page drums. 1967. RCI 264
- Maynard Ferguson and His Orchestra. Includes Danovitch alto saxophone, Barley and Ayoub tenor saxophone, Landry vibraphone, Romandini guitar, Maiste piano. 1967. RCI 265
- Maynard and Gustav (Brom). 1968. Supraphon 115 0716
- Maynard '69. 1969. Prestige 7636. Also released as Trumpet Rhapsody. BASF MB-20662
- The Ballad Style of Maynard Ferguson. 1968. CBS 63514
- The world of Maynard Ferguson (EU); M.F. Horn (VS/Canada). 1970. Col SC-30466
- Maynard Ferguson. 1971. Col SC-31117
- M.F. Horn 2. 1972. Col KC-31709. Reissued with M.F. Horn on 2-Col CG-33660
- M.F. Horn III. 1973. Col KC-32403
- M.F. Horn IV and V: Live at Jimmy's. 1973. 2-Col KG-32732
- Chameleon. 1974. Col KC-33007
- Primal scream. 1975. Col PC-33953
- Conquistador. 1976. Col PC-34457
- New vintage. 1977. Col JC-34971
- Carnival. 1978. Col JC-35480
- Hot. (1979). Col JC-36124
- Best of Maynard Ferguson. (1980). Col JC-36361
- It's My Time. (1980). Col JC-36766
- Hollywood. (1982). Col FC-37713
- Storm. 1982. Palo Alto PA-8052
- Live from San Francisco. 1983. Palo Alto 8077
- Body and Soul. 1986. Black-Hawk BKH-50101
- High Voltage. 1987. Intima 73269
- High Voltage 2. 1988. Intima 73360
- Big Bop Nouveau. (1990). Intima 73390
- Live from London (1994) Avenue Jazz 71631

## Trivia
- De compositie Hollywood van Ferguson is een der begintunes van het radioprogramma de Soulshow van diskjockey Ferry Maat.
- Een gedeelte van de compositie Gonna Fly Now was in de jaren tachtig de uuropener van de regionale zender Radio Oost.